# Глоба, Евгений Александрович
Евгений Александрович Глоба (укр. Євген Олександрович Глоба; 6 октября 1998, Боровковка — 29 июня 2023, Чуйковка) — украинский военнослужащий, младший сержант, участник российско-украинской войны. Герой Украины (29 сентября 2023, посмертно).

## Биография
Евгений Глоба родился 6 октября 1998 года в селе Боровковка, ныне Каменского района Днепропетровской области. В 2015 году окончил Боровковский лицей. С 2018 года проходил службу в Вооружённых силах Украины, начав с 50-го отдельного ремонтно-восстановительного полка в посёлке Гуйва Житомирской области. Позже подписал контракт и прошёл обучение на инструктора, после чего был переведён в разведывательный батальон. Участвовал в ООС на востоке Украины, где в феврале 2018 года получил ранение.
С началом полномасштабного вторжения России в Украину в 2022 году продолжил службу, занимая должность командира 5-й группы специальной разведки роты специальной разведки. 29 июня 2023 года, во время выполнения боевого задания по дорозведке местности в районе села Чуйковка Шосткинского района Сумской области, Евгений Глоба, находясь в составе разведывательного дозора, который двигался на удалении от основных сил группы, подорвался на замаскированной растяжке и погиб. Прощание с погибшим состоялось 2 июля 2023 года в родном селе Боровковка, где он был похоронен на сельском кладбище.

## Награды
- Звание «Герой Украины» с удостоением ордена «Золотая Звезда» (8 июля 2023, посмертно) — за личное мужество и героизм, проявленные в защите государственного суверенитета и территориальной целостности Украины, верность военной присяге.